# Бакфишфест

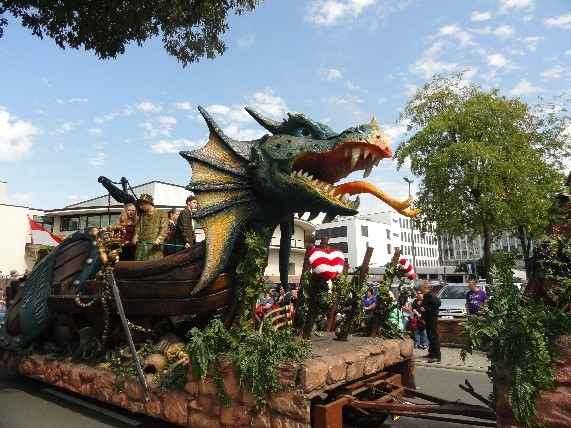
Бакфишфест: праздничное шествие

Бакфишфест (нем. Backfischfest — «праздник жареной рыбы») — один из крупнейших народных празднеств и винных фестивалей (Volks- und Weinfest) на реке Рейн, который привлекает каждый год около 700 тыс. посетителей.
Праздник проводится с 1933 года ежегодно в конце августа-начале сентября на Ярмарочной площади (Festplatz) в одном из старейших городов Германии — городе Нибелунгов — Вормсе (Nibelungenstadt Worms). Также этот праздник является некой заменой дню Седана (Sedantag), который отмечался по всей Германии в предыдущие годы.
В центре внимания фестиваля находится одна из старейших в Германии Вормcская гильдия рыболовов (Wormser Fischerzunft), основанная в 1106 году епископом Вормса Адальбертом II.
Традиционно фестиваль Бакфишфест начинается с исторического танца вормсских подмастерьев (Wormser Gesellentanz) на Рыночной площади в субботу, предшествующую последнему воскресенью августа. С этого дня во время народного праздника на Рейне «бургомистр» Фишервайде со своей «невестой» берёт на себя символически все должностные обязанности в ратуше. В первое воскресенье праздника по улицам Вормса до Рыночной площади проходит праздничное шествие, в котором принимают участие различные клубы и предприятия. Фестиваль заканчивается в первое воскресенье сентября традиционным рыбацким турниром (Fischerstechen) в портовой гавани Вормса и большим фейерверком на Рейне, который впервые прошел в сопровождении музыки в 2007 году.
На площади в 17 000 м², которая была перепроектирована в 2003 году, среди достопримечательностей Бакфишфеста: разнообразные аттракционы, винный погреб в Воннегау, палатка, в которой можно продегустировать более 400 сортов различных игристых, красных и белых вин региона Рейнгессена, а также киоски с жареной рыбой, откуда и получил своё название этот праздник. Происхождение названия праздника может быть связано и с тем, что раньше так называли девочек-подростков.

## История
День Седана, посвящённый капитуляции французской армии 2 сентября 1870 года после битвы при Седане, где прусские, баварские, вюртембергские и саксонские войска одержали решающую победу во Франко-прусской войне, был почти полустолетия национальным праздничным днём, который ежегодно отмечался в Германской империи. После того как перестали праздновать День Седана, проходивший в 1873—1903 годах, на Рейне оставалось только два заметных праздника — День Святой Троицы и День всех святых, которые постепенно начали терять свое первоначальное значение после Первой мировой войны.
В начале лета 1933 года появилось предложение о том, чтобы снова начать проводить значимый фестиваль в Вормсе. Журналист и конферансье Конрад Фишер предложил вместо Дня Седана справлять винный фестиваль на Рейне под названием Бакфишфест — праздник рыбаков и жареной рыбы. Премьера фестиваля состоялась в сентябре 1933 года. Праздник продолжался, как и сейчас, в течение девяти дней и имел полный успех, несмотря на первоначальные трудности в привлечении к этому мероприятию трактирщиков и рыбаков. После войны фестиваль стали отмечать только с 1949 года.

## Обычаи

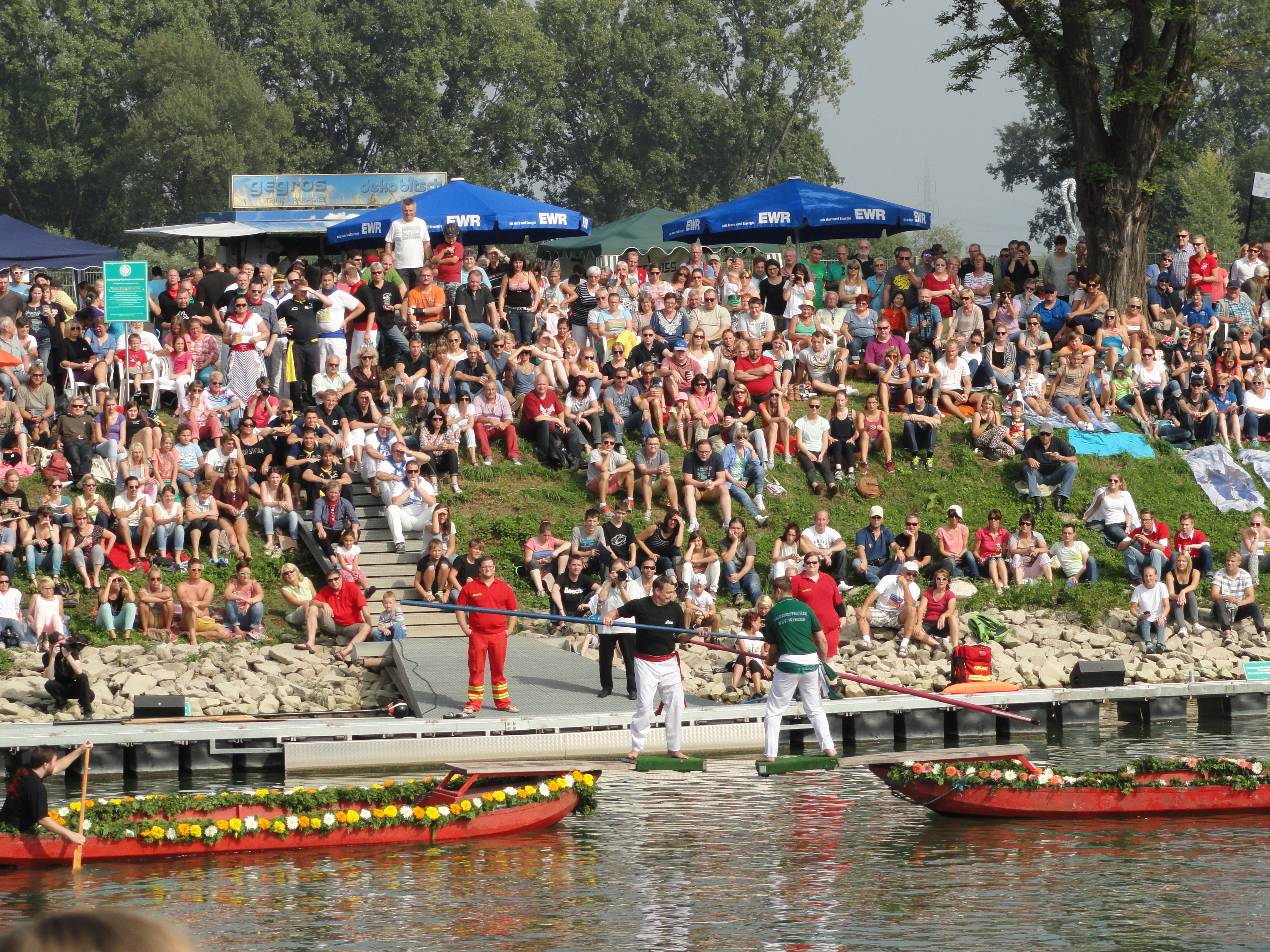
Рыбацкий турнир

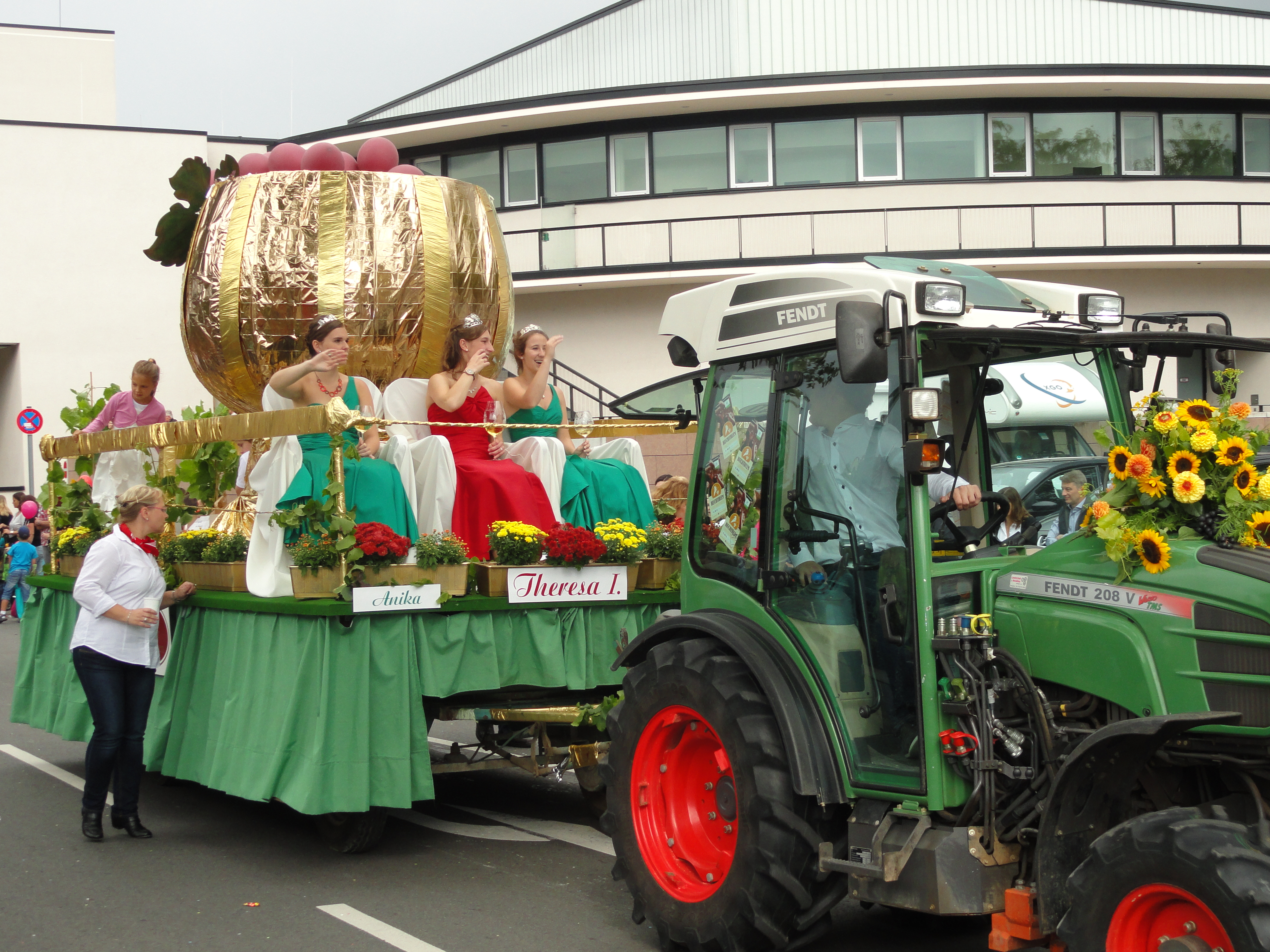
Королева вин

### Фишервайде
В Фишервайде, в одном из переулков между городской стеной и Рейном, когда-то жили вормсские рыбаки — одна из старейших гильдий рыболовов в Германии. Вормсская гильдия рыболовов вместе с «мэрией» Фишервайде составляют дирекцию. В помещении «мэрии» хранятся памятные вещи и документы рыболовной гильдии.
«Бургомистр» Фишервайде и его «невеста» символически принимают на себя правление Вормсом во время рыбного фестиваля. На открытии фестиваля они получают ключ от обер-бургомистра города в обмен на блюдо с рыбой. Этот обычай пришел из Средневековья, когда вормские рыбаки также с рыбой в качестве подарка попросили разрешения на проведение своего праздника. В первое воскресенье фестиваля в Фишервайде проходит утреннее совместное чаепитие.

### Танец вормсских подмастерьев
Танец вормсских подмастерьев является неотъемлемой частью церемонии открытия. Впервые он был публично исполнен в 1483 году в честь прибытия епископа Дальбергского Иоганна III в город Вормс. В 1926 году танец был исполнен впервые под мелодию старого трубного марша Гимнастическим сообществом 1846 года. Его исполнили 16 подмастерьев гильдии, ведущий танцор и знаменосец в сопровождении четырёх музыкантов, играющих на гобое, кларнете, фаготе и полевом барабане. Выступающие были одеты в исторические костюмы красно-белого цвета, цвета города Вормса.

### Танец вормсских кожевников
Частью официальной церемонии открытия фестиваля является также танец вормсских кожевников, который традиционно исполняют старшеклассники местной гимназии «Гаусс». Этот танец был создан по случаю Дня земли Рейнланд-Пфальц в Вормсе в 1986 году, когда вормсские школы представили историю города Вормса, а гимназия «Гаусс» — историю кожевенного производства.
Танец символизирует некоторые рабочие этапы обработки кожи, а также менталитет и жизнерадостность горожан Вормса и его окрестностей. Он не может полностью передать процесс переработки кожи, но был создан для того, чтобы доставить удовольствие танцорам и зрителям. Это напоминание о некогда доминировавшем в Вормсе кожевенном производстве (кожевенная фабрика Cornelius Heyl AG), которое начиная с 1834 года вносило значительный вклад в экономическое возрождение города, а после Второй мировой войны утратило свое значение. В результате экономических изменений кожевенного производства в Вормсе сегодня нет, последняя кожевенная фабрика Heylsche Lederwerke Liebenau' была закрыта в 1974 году.

### Рыбацкий турнир
Старейший рыбацкий турнир проходит с 1933 года в последний день фестиваля — воскресенье. Участвующие команды, в основном члены местных клубов по водным видам спорта, собираются в Фишервайде, где прежде проживали рыбаки, и двигаются вместе в направлении Рейна.
В портовой гавани традиционно ровно в 14:30 начинается рыбацкий турнир между командами за кубок обер-бургомистра. Одна команда состоит из двух гребцов и одного человека с копьем, который стоит на возвышении на носу лодки и пытается пятиметровым копьём вытолкнуть соперника из другой лодки в воду.
Рекорд поставил бывший вице-чемпион Европы по гребле Уве Тудиум, член Вормсского гребного клуба «Сине-белый» 1883 (Wormser Ruderclub Blau-Weiß von 1883), одержавший семь побед.
В 2006 году произошёл несчастный случай, из-за которого были отменены рыбацкий турнир и фейерверк. На открытии турнира был запланирован приводнение четырёх парашютистов, но один из участников неудачно приземлился между двумя лодками и скончался от полученных травм на месте происшествия.

### Праздничное шествие
Ежегодно в первое воскресенье фестиваля ровно в 14:00 начинается парадное шествие более сотни празднично украшенных повозок и людей, наряженных в исторические и национальные костюмы, которое проходит через ликующую публику по центральным улицам Вормса до Фишервайде. Шествие традиционно возглавляют знаменосцы, за ними следуют праздничные повозки «бургомистра» Фишервайде и его «невесты» и обер-бургомистра с рейнгессенской «королевой вин». В шествии участвуют оркестры, музыкальные коллективы, вормские клубы и общества, представители отдельных муниципалитетов, частные лица. На повозках устанавливаются бочки с разными сортами вин региона Рейнгессена для дегустации зрителями. Жители и гости города приветствуют участников шествия традиционным громким «Ахой!», в ответ последние кидают с повозок разные сладости, игрушки, цветы восторженной публике.